# Алі-Бай (річка)
Алі́-Ба́й (крим. Ali Bay, також Бугас, Агібельская, Карачинская, Луговська) — маловодна річка (балка) на заході Керченського півострова, довжиною 40,0 км, з площею водозбірного басейну 182 км².
Витік річки знаходиться на південно-західній рівнині Керченського півострова, де балка починається розгалуженою системою коротких ярів, у верхів'ї називається  Карачинська балка, там же приймаючи праву притоку балку Глибока. Тече, приблизно, на північний захід, потім, у західній околиці села Лугове, Алі-Бай прорізає Парпачський хребет (ця ділянка називається балка Башбек і виходить на велику Каменську улоговину, де, на захід від села Уварове, приймає зліва велику притоку. Попри наявність водоносних балок, улоговина раніше страждала від нестачі води.
На північ від Каменської улоговини Алі-Бай прорізає посередині Ак-Монайські позиції, і в урочищі Рибне, утворюючи солончак (у колишнього села Насир, раніше під назвою річка Бугас, впадає в Арабатську затоку Азовського моря.

### Притоки
Згідно з довідником «Поверхневі водні об'єкти Криму» Алі-Бай приймає 12 приток, все без назви, в інших джерелах наводяться імена найбільш значних.
- Глибока балка — права, впадає за 24 км від гирла, завдовжки 5,8 км, площа басейну 8,4 км², має 2 власні притоки. Джерело знаходиться за 2 км на південний захід від села Карса.
- Кошайская балка (також Хой-Таш) — ліва, впадає за 13 км від гирла, завдовжки 14 км, площа водозбору 67,7 км².

## Цікавий факт
- У селі Лугове річку перетинає автошлях М17.